# Лунделль, Санна
Са́нна Сеси́лия Лунделль (швед. Sanna Cecilia Lundell; род. 6 ноября 1978 года, Стокгольм) — шведская внештатная журналистка, телеведущая и блогер.

## Биография
Санна родилась 6 ноября 1978 года в семье музыканта Ульфа Лунделля и его первой жены Барбро Закриссон. Ульф посвятил дочери песню «Sanna (nyårsafton Åre 1983)», которая в 1984 году вышла в альбоме «Sweethearts» (музыка была взята из песни Брюса Спрингстина «4th of July, Asbury Park (Sandy)», вышедшей в 1973 году в альбоме «The Wild, the Innocent & the E Street Shuffle»). Лунделль изучала религию и исламологию, посещала школу журналистики Поппиуса.
Санна писала для журналов «Mama», «M-Magasin», «Hennes» и таблоида «Aftonbladet». В качестве телеведущей работала на телеканале TV3 в шоу «Sanning och konsekvens» совместно с Робертом Ашбергом и «Stalkers» с Хассе Аро. С июня 2013 года вела цикл документальных программ «TV3 Dokumentär».
В 2009 году Лунделль была названа Лучшей мамой по мнению журнала «Mama», и получила премию «Золотое перо-2009» за свой блог по версии журнала «Veckorevyn». Как утверждала сама Санна в 2009 году, в её блоге было около 30 тысяч постоянных читателей.
В 2014 году на телеканале SVT выходила серия программ «Djävulsdansen» (со швед. — «Дьявольские танцы»), ведущие которой — Санна Лунделль и журналистка и писательница Анн Сёдерлунд рассматривали проблемы наркотической и алкогольной зависимостей в Швеции, давали советы по поведению родственников зависимых людей, основываясь на личном опыте. В этом же году Expressen выпустили фильм о муже Санны, где в частности содержался сюжет об употреблении им кокаина в закрытом клубе Линчёпинга в 2012 году, что вызвало общественный резонанс. В 2017 году по мотивам и материалам серии вышла книга «Djävulsdansen: bli fri från medberoende» (со швед. — «Дьявольские танцы: быть свободным от принуждения»), написанная Лунделль и Сёдерлунд в соавторстве.
В 2015 году Санна было одной из радиоведущих (18 июля) программы «Sommar» (со швед. — «лето») на радиостанции SR P1. В том же году принимала участие в зимнем телевизионном аналоге программы (27 декабря) на канале SVT. Весной 2017 года Санна с мужем были приглашённой парой в программе «Встреча с Стрёмстедтами» (выпуск был показан 9 марта на телеканале TV4).

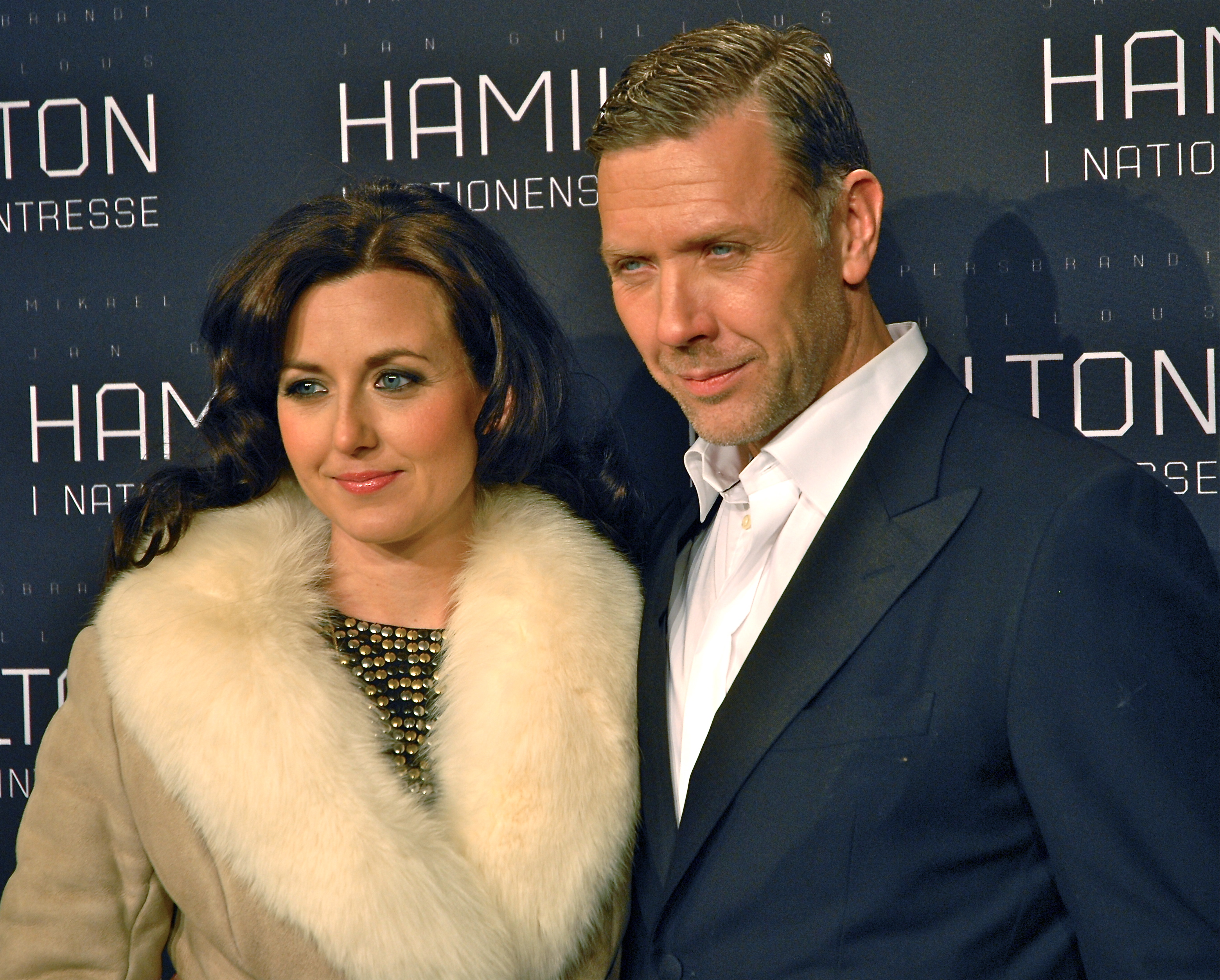
Санна Лунделль с мужем Микаэлем Персбрандтом на премьере фильма «Агент Хамилтон: В интересах нации», Стокгольм, 9 января 2009 года.

В 2018 году Шведское радио запустило программу «Frälst» (со швед. — «сохранены»), в которой Лунделль интервьюирует религиозных и верующих людей в современном светском обществе Швеции.

## Личная жизнь
В течение пяти лет, начиная с 2000 года, Санна была замужем за музыкантом Вилле Крафордом, с которым у неё совместная дочь Ольга (род. 2001). Из-за напряжённых отношений и споров Санна и Вилле разошлись, и с 2005 года Лунделль замужем за шведским актёром Микаэлем Персбрандтом, с которым у неё трое общих сыновей (Игорь Эдгар (род. 6 мая 2006 года) и Ло (род. 2009)).